# 1997 en Ukraine
Chronologie de l'Ukraine
- 1993
- 1994
- 1995
- 1996
- 1997
- 1998
- 1999
- 2000
- 2001

Cette page concerne les évènements survenus en 1997 en Ukraine  :

## Évènement
- 28 mai : Traité de partition de la flotte de la mer Noire
- 31 mai : Traité d'amitié russo-ukrainien
- 6 septembre : Organisation du concours de beauté Miss Europe 1997 (en)

## Sport
- Championnat d'Ukraine de football 1996-1997
- Championnat d'Ukraine de football 1997-1998
- Coupe d'Ukraine de football 1996-1997
- Coupe d'Ukraine de football 1997-1998

## Culture
- Sortie du film Trois Histoires

## Création
- Biosphere Corporation (en)
- Centre d'information et de recherche sur l'intégration et le développement (en)
- Commission électorale centrale d'Ukraine
- FC Dnipro-2 Dnipropetrovsk (en)
- Union démocrate-chrétienne (Ukraine)

## Dissolution  (clubs sportifs)
- FC Dynamo Saky (en)
- FC Khartsyzk (en)
- FC Medyk Morshyn (en)
- WFC Alina Kyiv (en)

## Naissance
- Ihor Kizyma (en), tireur sportif.
- Andriy Porokhnya (uk), footballeur.
- Taras Shevchuk, coureur cycliste.

## Décès
- Dekhta-Lisova Melania (uk), actrice.
- Yuliy Meitus, compositeur.
- Anatolij Pyłypczuk (uk), footballeur.
- Pawlo Sahrebelnyj (uk), acteur.
- Pyotr Lukyanovich Vasilevsky (uk), héros de l'Union soviétique.